# Antea Group
Antea Group is een Nederlands advies- en ingenieursbureau dat internationaal opereert in waterbouw, infrastructuur, kustbouw, vastgoed, stedelijke inrichtingen, milieu, veiligheid en projectmanagement. Het is onderdeel van Oranjewoud N.V., de beursgenoteerde holding waar ook Strukton deel van uitmaakt.
Op 1 januari 2014 werd de naam Advies- en Ingenieursbureau Oranjewoud gewijzigd in Antea Group. De naam van het aan Euronext genoteerde moederbedrijf Oranjewoud N.V. bleef ongewijzigd.

## Bedrijfsontwikkeling
Het bedrijf werd in de jaren vijftig van de twintigste eeuw opgericht door twee ondernemers, de broers Jan en Freek Bosma, in de Friese plaats Heerenveen. Het bedrijf hield zich in de beginjaren vooral bezig met de landinrichting in en om Heerenveen. Het bedrijf startte onder de naam Bosma's Ingenieursbureau voor Cultuurtechnische Werken.
In de jaren zestig werd het werkterrein verlegd tot buiten Noord-Nederland. De naam van het bedrijf werd gewijzigd in NV Ingenieursbureau voor Cultuurtechnische Werken Oranjewoud, naar de plaats van vestiging: het Friese dorp Oranjewoud. In de jaren zeventig werd het bedrijf een landelijk opererende BV. In Mortsel bij Antwerpen werd de dochtermaatschappij Ingenieursbureau Benelux N.V. opgericht. Vanaf 1975 verzorgde Oranjewoud boorlocaties voor de mijnbouw en is het actief in bodemonderzoek en -sanering.
De naam van de dochteronderneming Ingenieursbureau Benelux N.V. werd veranderd in Soresma: Soil, Research en Management. In België werd NV WeGroSport geopend voor uitvoeringswerkzaamheden. Oranjewoud richtte zich inmiddels ook op digitale cartografie. Het Hongaarse Cartographica werd overgenomen en er werd een samenwerkingsverband met het Duitse Hansa Luftbild aangegaan. Voor infrastructurele projecten werd de Oranjewoud Infragroep opgericht.
In de beginjaren van de 21e eeuw veranderde de organisatiestructuur. In Frankrijk werd dochterbedrijf Sorange opgericht en in Nederland en België werden HMVT, Save en Haecon overgenomen.
Medio juli 2005 werd Oranjewoud in de etalage gezet omdat de toenmalige aandeelhouders niet tevreden waren met de prestaties van het bedrijf. Uiteindelijk kwam Oranjewoud in 2005 in bezit van ICT-dienstverlener Centric van Gerard Sanderink. Alle activiteiten van Oranjewoud Beheer B.V. en haar dochterondernemingen werden op 7 juni 2006 ingebracht in het beursfonds Oranjewoud N.V., dat is ontstaan door een juridische fusie van Multihouse N.V. en KSI International N.V.
Sindsdien is het bedrijf door deelnames en overnames gegroeid. In 2004 had Oranjewoud een omzet van 27 miljoen euro. Anno 2009 is Oranjewoud een van de grotere advies- en ingenieursbureaus van Nederland. Met een omzet van 236 miljoen euro in 2007 staat Oranjewoud op de achtste plaats. In juli 2013 vergrootte Sanderink zijn belang in Oranjewoud N.V. naar 95,56%. Op 1 januari 2014 werd de naam van het Advies- en Ingenieursbureau Oranjewoud gewijzigd in Antea Group. Antea Group werkt in Nederland vanuit acht vestigingen: Heerenveen, Almere, Deventer, Maastricht, Oosterhout, Capelle a/d IJssel, Schoonebeek en Goes.
De CEO van Antea Group Nederland is mevrouw T. Lendzion MSC MBA.

### Topstructuur
De CEO van Oranjewoud was Gerard Sanderink. In maart 2023 werd hij als bestuurder geschorst omdat Sanderink met regelmaat in opspraak kwam. De raad van commissarissen nam per direct de leiding over in het belang van de ondernemingen, medewerkers en andere belanghebbenden. De raad van commissarissen bestaat uit vier personen.

### Overnames en deelnemingen sinds 2006
- A+D Engels (1 januari 2007)
- Nexes Services B.V. (27 april 2007)
- Des Corps B.V. (7 juni 2007)
- Belconsulting B.V. en Belcoplan B.V. (31 december 2007)
- Delta Environmental Consultants (10 januari 2008)
- Van der Heide Groep (30 april 2008)
- Edel Grass (14 mei 2008)
- Gebrüder Becker GmbH (30 december 2008)
- PST Sport (3 maart 2009)
- Antea SA (2 oktober 2009)
- Strukton (bekendmaking 23 juli 2010)
- Geoingeniería (14 januari 2011)
- Interstep (1 november 2011)
- ICEACSA Grupo (27 november 2017)
- Tractebel Poland (29 mei 2019)

## Antea Group wereldwijd
Antea Group is ook actief in Frankrijk (Laon), België (Gent, Antwerpen, Leuven en Hasselt), de Verenigde Staten (St. Paul) en in Scandinavië. Ook in het buitenland is het voormalige Oranjewoud voornamelijk gegroeid door consolidaties en overnames van lokale partners. Sinds 5 januari 2011 worden de buitenlandse activiteiten uitgevoerd onder de naam Antea Group.
Grondsanering en veiligheid zijn de voornaamste activiteiten van Antea Group. Op het gebied van grondsanering is het bedrijf in 2009 de nummer vijf van de wereld. Voor de grondsanering van door olie vervuilde grond gebruikt Antea Group een eigen servicemodel: dochter Delta komt een 'reinigingsabonnement' met tankstations overeen en neemt daarmee de milieuaansprakelijkheid van de oliemaatschappijen over. De met olie vervuilde locaties worden geïnjecteerd met lucht, bacteriën en chemische stoffen die de afbraak van de verontreiniging bewerkstelligen. Met behulp van deze methode is afgraven niet nodig en kunnen de functies op de grond doorgaan.
Behalve in Europa en de VS heeft Antea Group deelnames in Azië. Het bedrijfsonderdeel Antea Group/Save is actief in China voor beveiliging en milieubeheer rond opslag en transport van olie en gas. Hierbij werkt het bedrijf samen met de Chinese oliemaatschappij PetroChina.

## Projecten en allianties
- Antea Group is sinds 2007 lid van de wereldwijde milieu-alliantie Inogen.
- Antea Group is lid van de brancheorganisatie NLingenieurs.

Bekende projecten
- Renovatie Afsluitdijk.
- Samen met haar Amerikaanse dochterbedrijf Delta Environmental Consultants gaat Oranjewoud vanaf 2009 voor 138 miljoen dollar de bodem van 300 tankstations van oliemaatschappij ConocoPhillips saneren.

## Omzet- en winstgeschiedenis Oranjewoud N.V.

Oranjewoud: Omzet en Nettoresultaat 2001-2017

Oranjewoud: Nettoresultaat 2001-2017

| Jaar | Omzet            | Nettoresultaat  |
| ---- | ---------------- | --------------- |
| 2001 | € 195 miljoen    | € 6,8 miljoen   |
| 2002 | € 198,5 miljoen  | € 4,5 miljoen   |
| 2003 | € 177,4 miljoen  | € 1,2 miljoen   |
| 2004 | € 182,2 miljoen  | € 4,3 miljoen   |
| 2005 | € 178,0 miljoen  | € 4,6 miljoen   |
| 2006 | € 121,0 miljoen  | € 11,5 miljoen  |
| 2007 | € 236,3 miljoen  | € 16,5 miljoen  |
| 2008 | € 375,1 miljoen  | € 17,2 miljoen  |
| 2009 | € 412,0 miljoen  | € 13,0 miljoen  |
| 2010 | € 694,9 miljoen  | € 14,2 miljoen  |
| 2011 | € 1743,3 miljoen | € 17,9 miljoen  |
| 2012 | € 1771,4 miljoen | € 23,5 miljoen  |
| 2013 | € 1962,1 miljoen | € -12,6 miljoen |
| 2014 | € 2136,8 miljoen | € -25,1 miljoen |
| 2015 | € 2305,6 miljoen | € 19,2 miljoen  |
| 2016 | € 2135,6 miljoen | € 13,9 miljoen  |
| 2017 | € 2384,7 miljoen | € 40,1 miljoen  |
| 2018 | € 2268,8 miljoen | € 15,4 miljoen  |
| 2019 | € 2365,8 miljoen | € -3,9 miljoen  |